# French hours
 (juillet 2019).
« French hours » est un terme utilisé aux États-Unis, en cinéma et en télévision, lorsqu'il n'y a pas de pause déjeuner pendant un tournage. En lieu et place d'un déjeuner attablé à un horaire donné, la nourriture est distribuée tout au long de la journée et les équipes travaillent en continu. En l'absence de pause déjeuner, il revient donc aux membres de l'équipe et aux acteurs de trouver eux-mêmes un ou plusieurs moments pour se restaurer. Le réalisateur Joel Schumacher a utilisé le procédé des French hours sur le tournage de Phone Game, ce qui lui a permis de boucler le tournage de son film en 10 jours. Ridley Scott a également utilisé cette approche lors du tournage de Robin des Bois, notant que les acteurs devaient régulièrement se restaurer à cheval entre deux prises. Scott a également convenu avec les acteurs et les équipes qu'une journée de tournage se limiterait strictement à 10 heures, en raison de l'absence d'une pause déjeuner traditionnelle.
Conformément aux conventions instaurées par la SAG, la pratique des French hours est traditionnellement rémunérée aux comédiens et techniciens sous la forme de pénalités de repas appelées meal penalties. Dans l'industrie du cinéma et de la télévision américaine, l'ensemble des équipes de tournage doivent officiellement bénéficier d'une pause déjeuner au plus tard six heures après l'heure d'appel. Ainsi, les pénalités de repas sont des compensations pécuniaires engagées chaque demi-heure supplémentaire au-delà du délai de six heures, jusqu'à ce que les équipes bénéficient d'une pause déjeuner ou, le cas échéant, jusqu'à la fin de la journée de tournage. Dans le cas de Phone Game, il n’était pas inhabituel que les acteurs et l’équipe reçoivent 20 pénalités de repas ou plus.